# Yesterdays (Guns-N’-Roses-Lied)
Yesterdays ist ein Lied der US-amerikanischen Hard-Rock-Band Guns N’ Roses aus dem Jahr 1991, das als Teil von Use Your Illusion II erschien.

## Entstehung und Veröffentlichung
Das Lied wurde von den Guns-N’-Roses-Mitgliedern Saul Hudson (Slash), Duff McKagan, Dizzy Reed, Axl Rose, Matt Sorum und Izzy Stradlin sowie West Arkeen, Del James und Billy McCloud geschrieben beziehungsweise komponiert. Die Band zeichnete darüber hinaus mit Mike Clink für die Produktion verantwortlich.
Die Erstveröffentlichung von Yesterdays erfolgte als Teil von Guns N’ Roses’ Studioalbums Use Your Illusion II am 17. September 1991. Im Oktober 1992 erschien das Lied als dritte Singleauskopplung aus dem Album.

## Inhalt
Teile des Hard-Rock-Titels sind bluesrocklastig und werden von einem Klavier begleitet. Im Liedtext beschreibt der Protagonist, dass das Gestern nichts für ihn bereithalte, nur „alte Bilder, die ich immer sehe, die Zeit lässt die Seiten in meinem Buch der Erinnerungen verblassen“.

## Musikvideo
Beim dazugehörigen Musikvideo führte Andy Morahan Regie. Die in schwarz-weiß gefilmte erste Version zeigt die Band in einem leeren Lagerhaus. Bei einer zweiten Version werden Ausschnitte der Band in dem Lagerhaus mit Szenen von der Use Your Illusion Tour gemischt, wobei auch die früheren Mitglieder Steven Adler und Izzy Stradlin zu sehen sind, die die Band zu dieser Zeit schon verlassen hatten. Diese Version ist auf der DVD Welcome to the Videos enthalten.

## Chartplatzierungen
| ChartsChartplatzierungen       | Höchstplatzierung | Wochen |
| ------------------------------ | ----------------- | ------ |
| Deutschland (GfK)              | 23 (14 Wo.)       | 14     |
| Österreich (Ö3)                | 18 (6 Wo.)        | 6      |
| Schweiz (IFPI)                 | 19 (9 Wo.)        | 9      |
| Vereinigte Staaten (Billboard) | 72 (10 Wo.)       | 10     |
| Vereinigtes Königreich (OCC)   | 8 (9 Wo.)         | 9      |